# Brâncoveanu-stílus
A román művészettörténeti irodalomban a Brâncoveanu-stílus (románul stilul brâncovenesc [ˈstilul brɨnkoveˈnesk]) terminus azt az építészeti és képzőművészeti irányzatot nevezi meg, amely Havasalföldön fejlődött ki Constantin Brâncoveanu (1688–1714) fejedelem uralma alatt. Mivel ez a korszak meghatározóan hatott a későbbi művészeti folyamatokra, ezt a terminust kiterjesztették a Mavrocordat-családból  származó első fejedelmek korában, az 1730-as évekig alkotott művészetre vonatkozóan is.

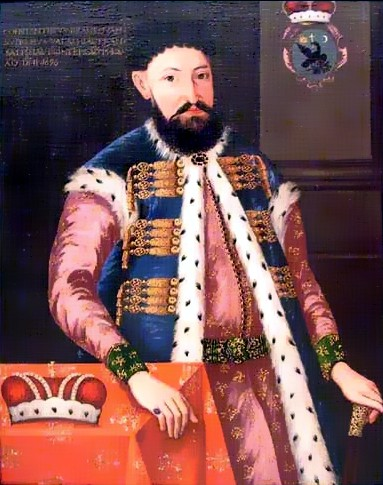
Constantin Brâncoveanu képe a sínai-félszigeti Szent Katalin-kolostorban

A művészettörténészek olykor a nyugati reneszánsszal való analógia útján havasalföldi vagy román reneszánsz néven is nevezik ezt a stílust világos és racionális vonalai miatt, de a gazdag díszítések használata alátámasztja a „Brâncoveanu-barokk” terminus használatát is.

## Történelmi és kulturális kontextus
A Brâncoveanu-korszak kulturális virágzásának alapját Matei Basarab fejedelem két évtizedes uralma (1632–1654) adta politikai stabilitásával, ami kedvezett a művészeteknek.
Matei Basarab uralma után zavaros időszak következett, amelyet többek között a Cantacuzino-család és egyéb bojárcsaládok felemelkedése jellemzett. Politikai súlyuk megnőtt, és a Cantacuzino-család a trónig jutott, előbb Șerban Cantacuzino személyében, aki tíz évig uralkodott (1678–1688). Constantin Brâncoveanu, anyai ágon Șerban Cantacuzino unokaöccse követte, akinek 26 éves uralma stabilitást és felvirágozást hozott az országnak.
A nyugat-európai humanizmus későn, a 17. században vált ismertté Havasalföldön, mivel a fejedelemség a bizánci szellemiség világához tartozott, és politikailag az Oszmán birodalomhoz. Több úton került havasalföldi írástudókhoz. Egyrészt moldvai írástudókra hatott lengyel közvetítéssel, és ezek írásai Havasalföldre is eljutottak. Másrészt egyes utazó nagy bojárok ismerték meg. A Közel-Keleten és Görögországon kívül jártak Itáliában is, és élénken érdeklődtek a humanizmus uralta nyugati kultúra iránt. Például Constantin Cantacuzino  asztalnok (1650–1716), Constantin Cantacuzino  kancellár fia és Șerban Cantacuzino testvére Konstantinápolyban, majd Padovában is tanult. A Nyugattal való érintkezés nem maradt hatás nélkül a havasalföldi művészetre.

## Építészet

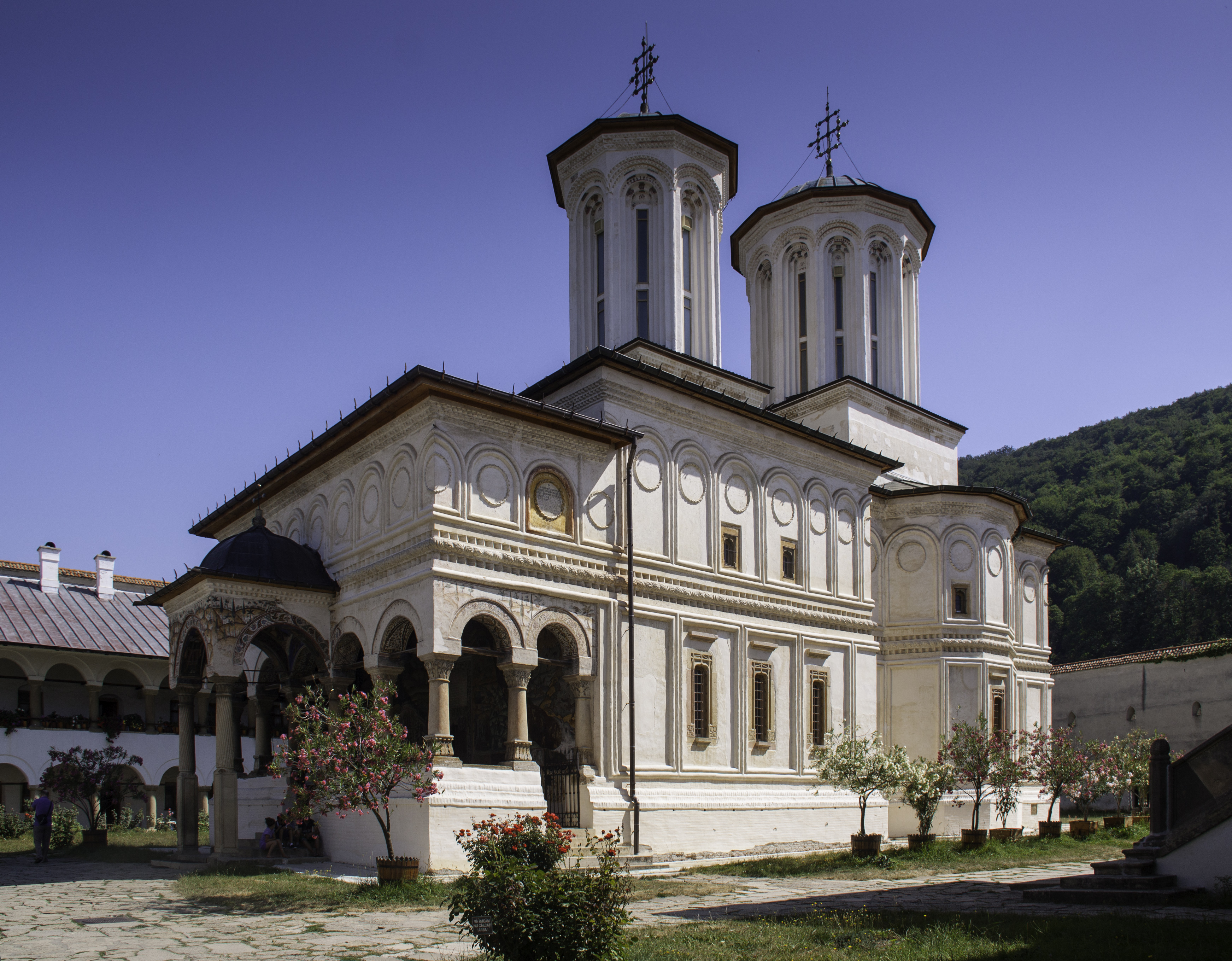
A horezui kolostor temploma

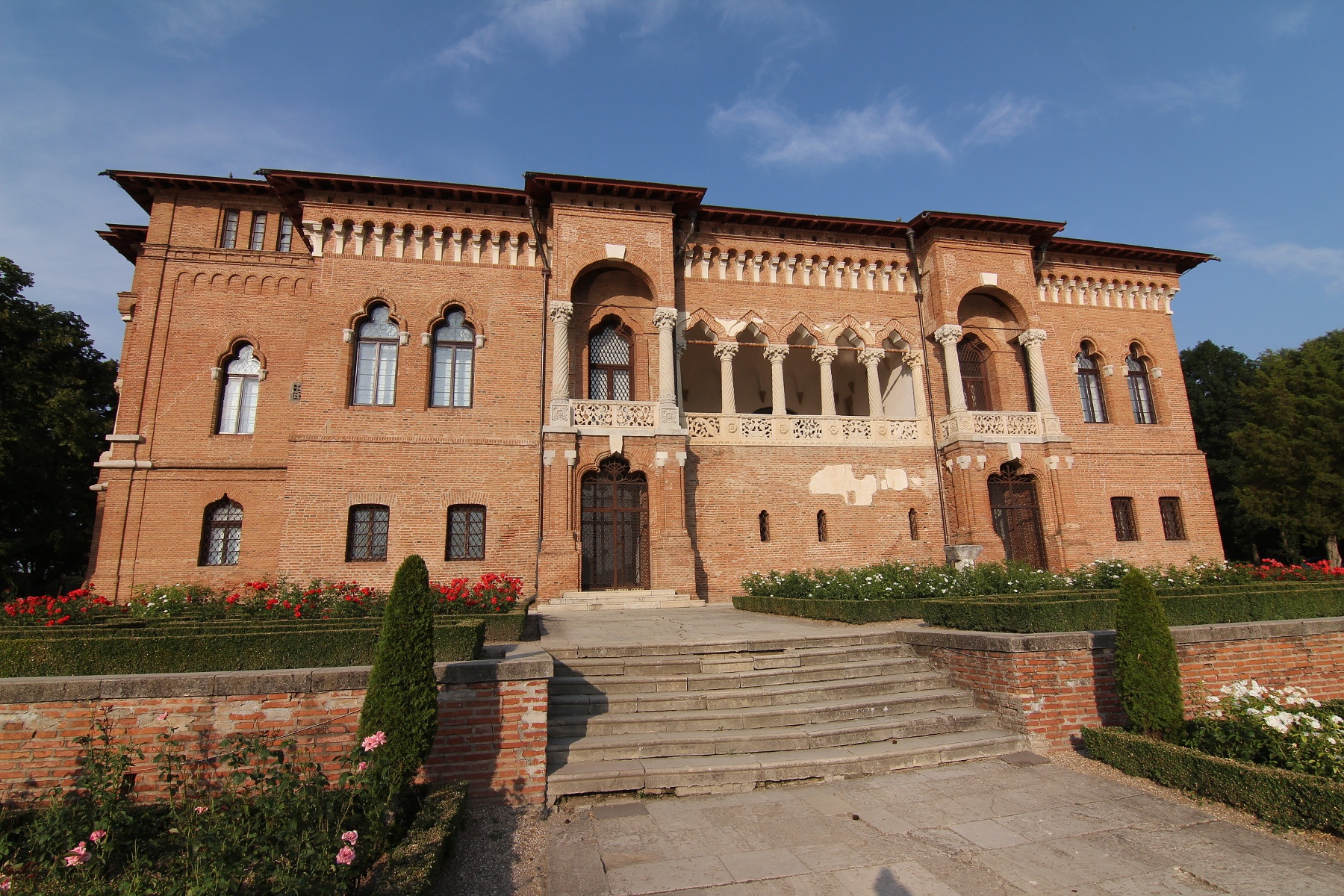
A Mogoșoaia-palota (1702) Bukarest közelében

A 16. századig a havasalföldi építészetet a bizánci stílus uralta, de azután a moldvai vallásos építészetben első nyugati hatásként gótikus elemek is megjelentek. A 17. század első felében több olyan templom és kolostor épült, amelyek a havasalföldi építészet fejlődését a moldvai építészetből átvett késő gótikus elemekkel folytatták, de már ugyanabban az időben az itáliai reneszánszból is átvettek elemeket bojári udvarházak építésében. Ilyeneket és keleti elemeket társított a humanista tudós Udriște Năsturel  bojár háza, de ez még csak kivétel volt. Csak a „frankok országában”, azaz Franciaországban található palotákkal vetekedőként említi meg nagysága és komfortja miatt Aleppói Pál  főesperes III. Makáriosz antiokheiai pátriárka  1657-ben tett utazásának leírásában. Azt is megemlíti, hogy Magyarországról jött mesterek építették.
A következő időszakban a nagy bojárok, akik nagyon gazdagok is voltak, folytatták azt a törekvést, hogy nyugati megfelelőikéhez hasonló környezetet alakítsanak ki maguknak. A Cantacuzino-család udvarházai konstantinápolyi előkelő rezidenciák mintájára épültek. Aleppói Pál palotának nevezve írta le csodálattal az egyiket. Ezen épületek minősége jellemzővé vált utólag a havasalföldi építészetre kiváló anyagaikkal és kimunkálásukkal, valamint a festői környezetükkel, folyók és halastavak közelében elterülő parkjaikkal. Az utóbbi jellegzetesség befolyásolta utólag a magas teraszok mint a természet felé való nyitás elemeinek kifejlesztését. Drăguț – Săndulescu 1971 ezt a 17. század vége felére jellemző havasalföldi építészeti jellegzetességet a parasztházak tornáca hatásának tudja be. Kisebb bojári lakóházakról keveset tud a művészettörténet. Annyit tudni róluk, hogy ezek is követték a fejedelmi rezidenciák mintáját. Végső simításaik szépen kidolgozottak voltak keleti típusú stukkóval és olasz ihletésű loggiákkal.
Havasalföldre a nyugati elemek valószínűleg az Erdélyi Fejedelemségből kerültek, ahol olasz építészek tevékenykedtek a 16. és a 17. században. Egyébként a reneszánsz formái előbb kerültek Közép-Európába, mint az Alpoktól északra eső Nyugatra.
A Cantacuzino-család tagjainak trónra kerülése után a palota volt továbbra is a legjellemzőbb építmény, azonban Șerban Cantacuzino és Constantin Brâncoveanu fejedelmek számos templomot és kolostort is alapítottak. Előbb a vallásos építészet Târgoviște közelében a 16. század elején épített Dealu kolostor  temploma mintáját követte. Ennek karcsú alakja utóbb a Brâncoveanu-stílus egyik jellemzőjévé vált. A kor finomabb ízlése elegáns kőoszlopokkal helyettesítette a masszív téglaoszlopokat.
Constantin Brâncoveanu uralma alatt kristályosodott ki a Brâncoveanu-stílus, amely keleti és nyugati (reneszánsz és barokk) elemek eredeti szintézisét képezi. Jóval a földszint feletti, árkádokkal elválasztott oszlopokkal alátámasztott tetejű teraszok, loggiák és külső lépcsők teszik változatossá a homlokzatokat. Az ajtó- és ablakkereteket, az oszlopokat és a korlátokat gazdag díszítések jellemzik, ami a barokk hatásról tesz tanúságot. Egyesek főleg virág- és indamotívumos kőfaragások, mások gyakran keleti típusú stukkódíszítések.

### Építészeti példák

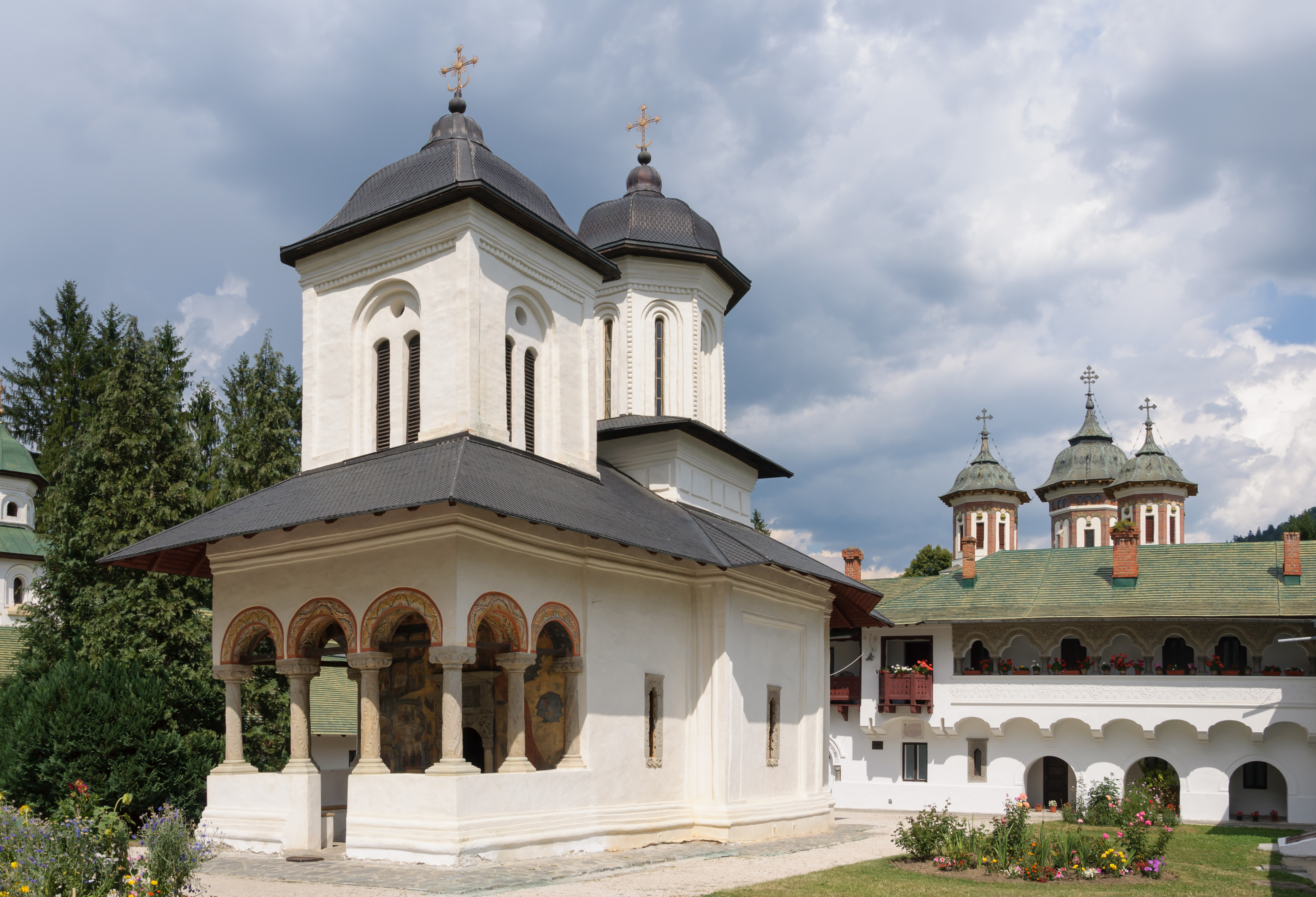
A sinaiai kolostor régi temploma

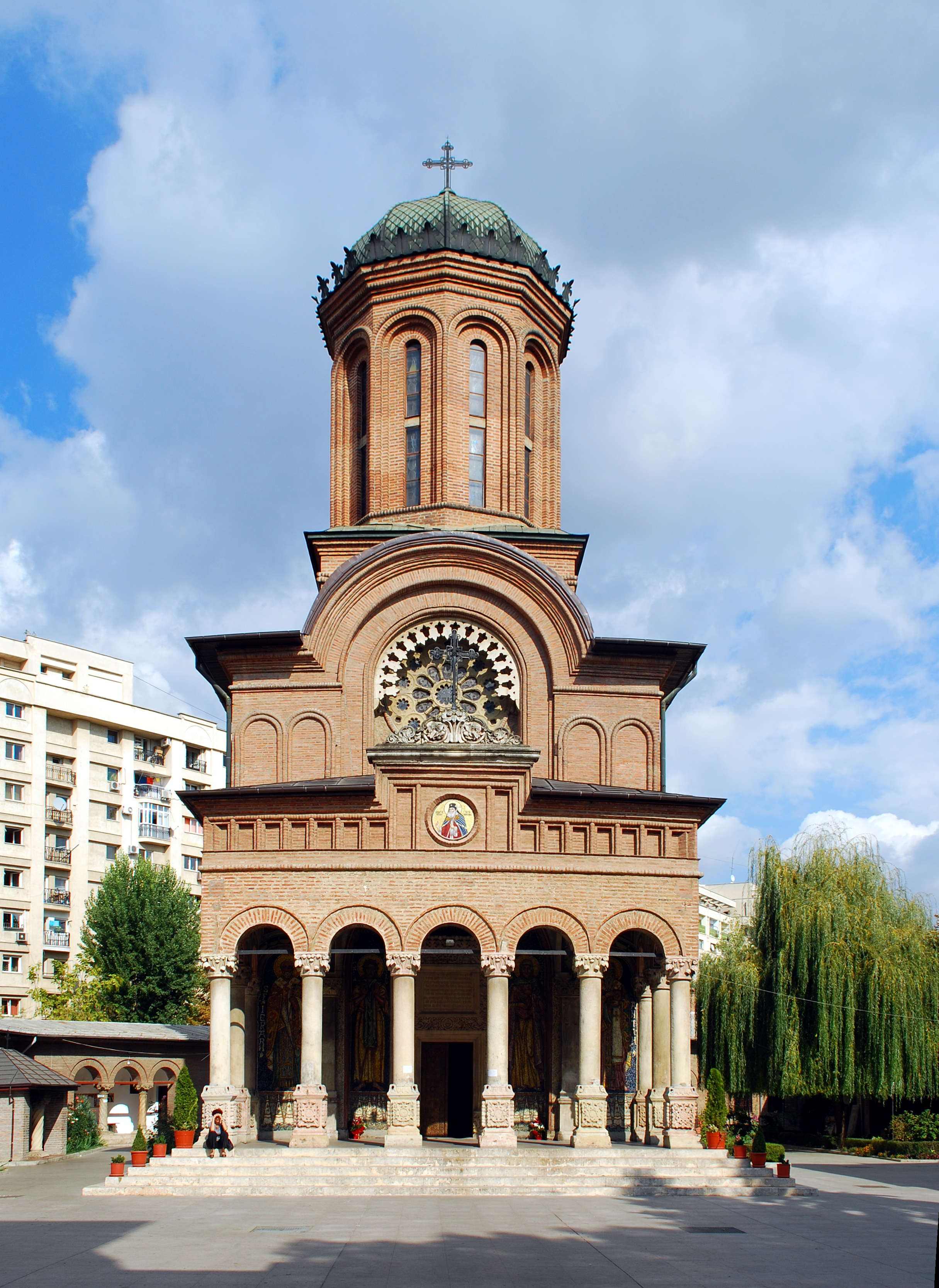
Az Antim-kolostor temploma Bukarestben

A Brâncoveanu-építészet legjelentősebb alkotásai: 
- a horezui kolostor (1693) (1993 óta a világörökség része),[10]
- a mogoșoaiai palota (1702) Bukarest közelében
- a potlogi (wd) palota (1698), Bukarest és Pitești között.

Egyéb figyelemre méltó építészeti emlékek:
- a felsőszombatfalvai (Brassó megye) Brâncoveanu-kolostor (1707)
- a Cozia kolostor előpitvara (1707)
- a govorai kolostor harangtornyának utolsó emelete és falfestmények
- a surpatelei kolostor (wd) temploma (Vâlcea megye) (1706)
- a sinaiai kolostor (1695)
- a Văcărești-kolostor (1736) (az 1980-as években lebontották)

Bukaresti (illetve a közelében levő) példák:
- az Antim-kolostor (wd) (1715)
- a Crețulescu templom (wd) (1722)
- az Új Szent György templom (1707)
- a Stavropoleos-kolostor temploma (wd) (1724)

### Építészeti képek

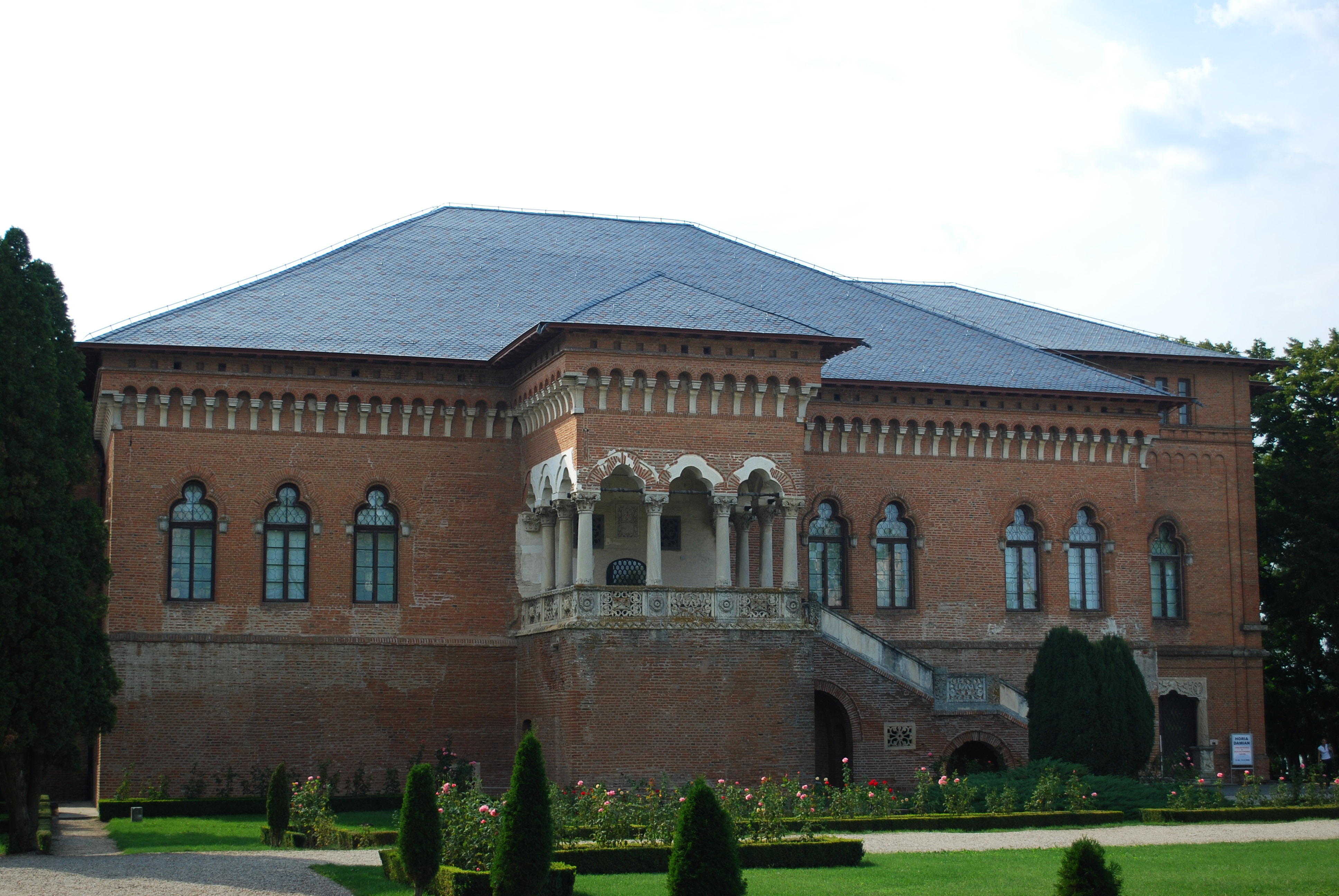
A mogoșoaiai palota
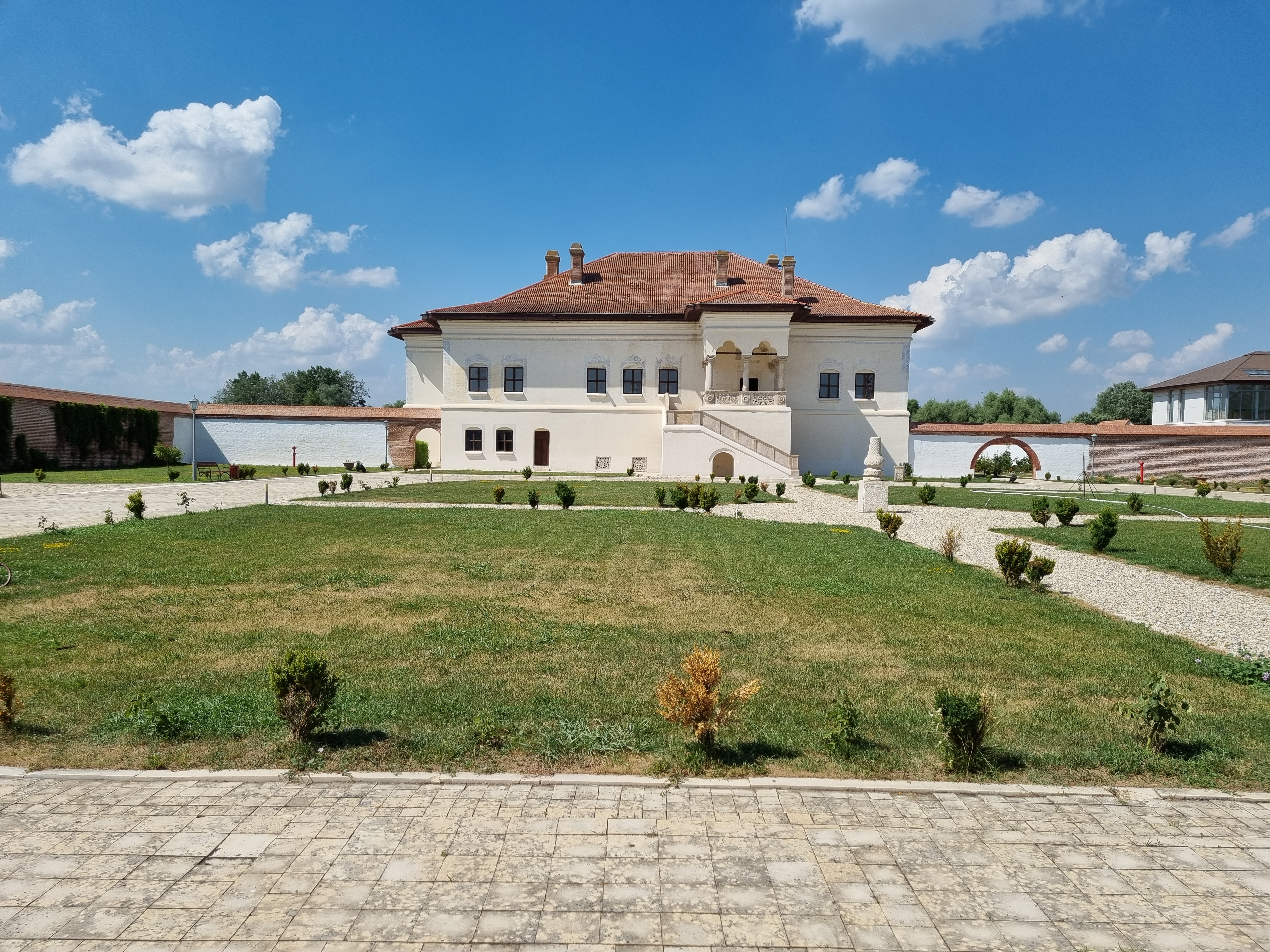
A potlogi palota
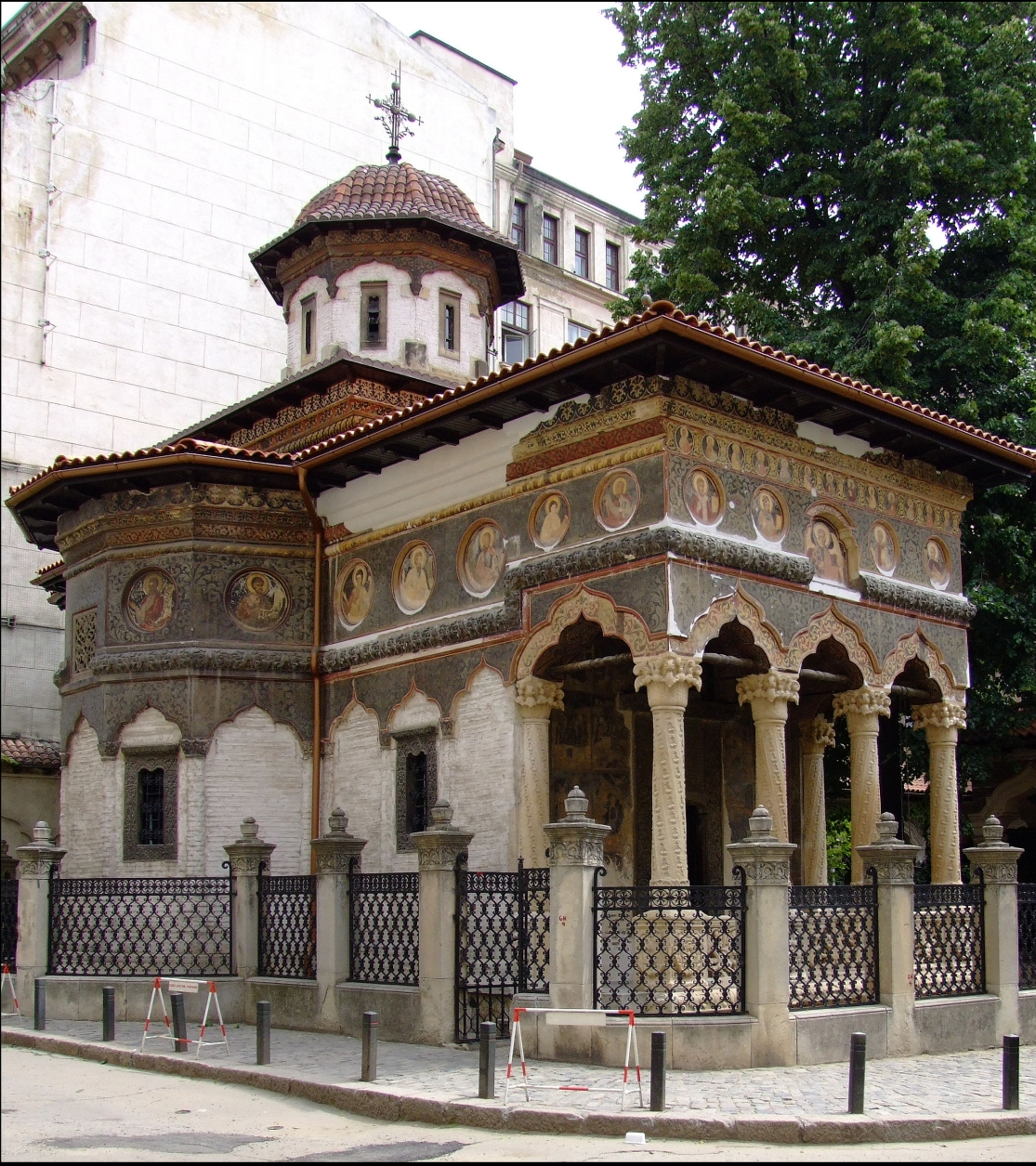
A Stavropoleos kolostor temploma
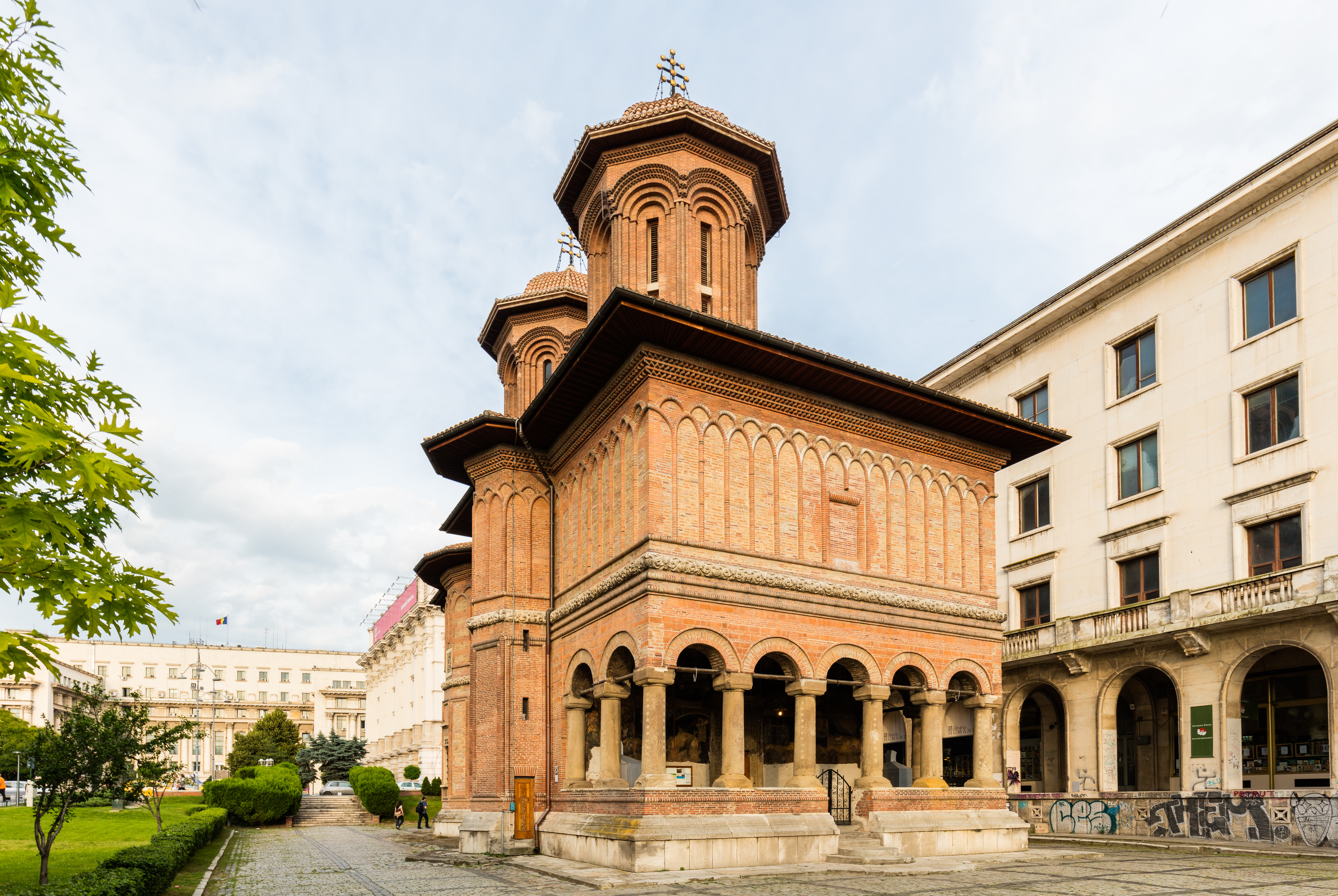
A Crețulescu templom

## Festészet, szobrászat és iparművészet

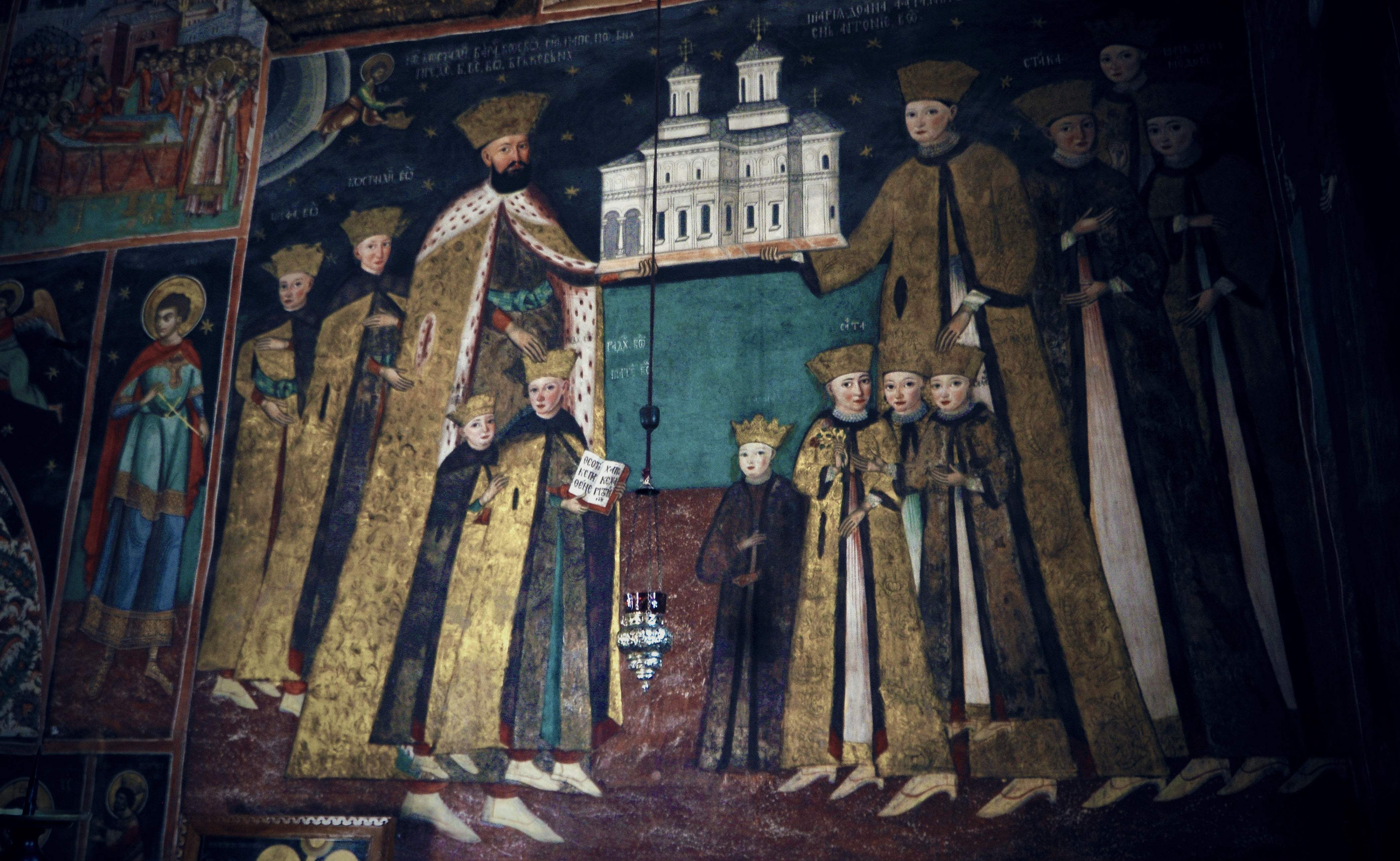
Constantin Brâncoveanu és családja (freskó a horezui kolostor templomában)

Matei Basarab idejében jelentek meg újdonságok a havasalföldi festészetben, például történelmi témák, és általában több figyelmet kezdtek szentelni az emberi alakok ábrázolásának. Ugyanakkor a művészek státusza változóban volt, akkor kezdtek kilépni névtelenségükből. Constantin Brâncoveanu korának a legismertebb festői a Görögországból származó Konsztantinosz és Pârvu Mutu  voltak.
Hagyományos módon a festmények ikonok és a templomok falainak belső, olykor külső felületein alkotott freskók alakjában vannak jelen. A hagyományos bizánci festészettel ellentétben a horezui kolostor templomának freskóin, amelyeket Konsztantinosz vezetésével festettek, a szentek képei már nem hieratikusak, hanem természetesebben hatnak. Annál is inkább figyelemre méltó az alapító Brâncoveanu-család képe. Újdonság az is, hogy ezen időszak előtt szabadon hagyott felületeket valósággal kertekké tették harmonikus színezetű növénymotívumok. Ilyenek találhatók például a mogoșoaiai palota belső falain is. Ezen kívül itt az uralkodó életéből ihletett freskók is találhatók, például Brâncoveanu utazása Konstantinápolyba.

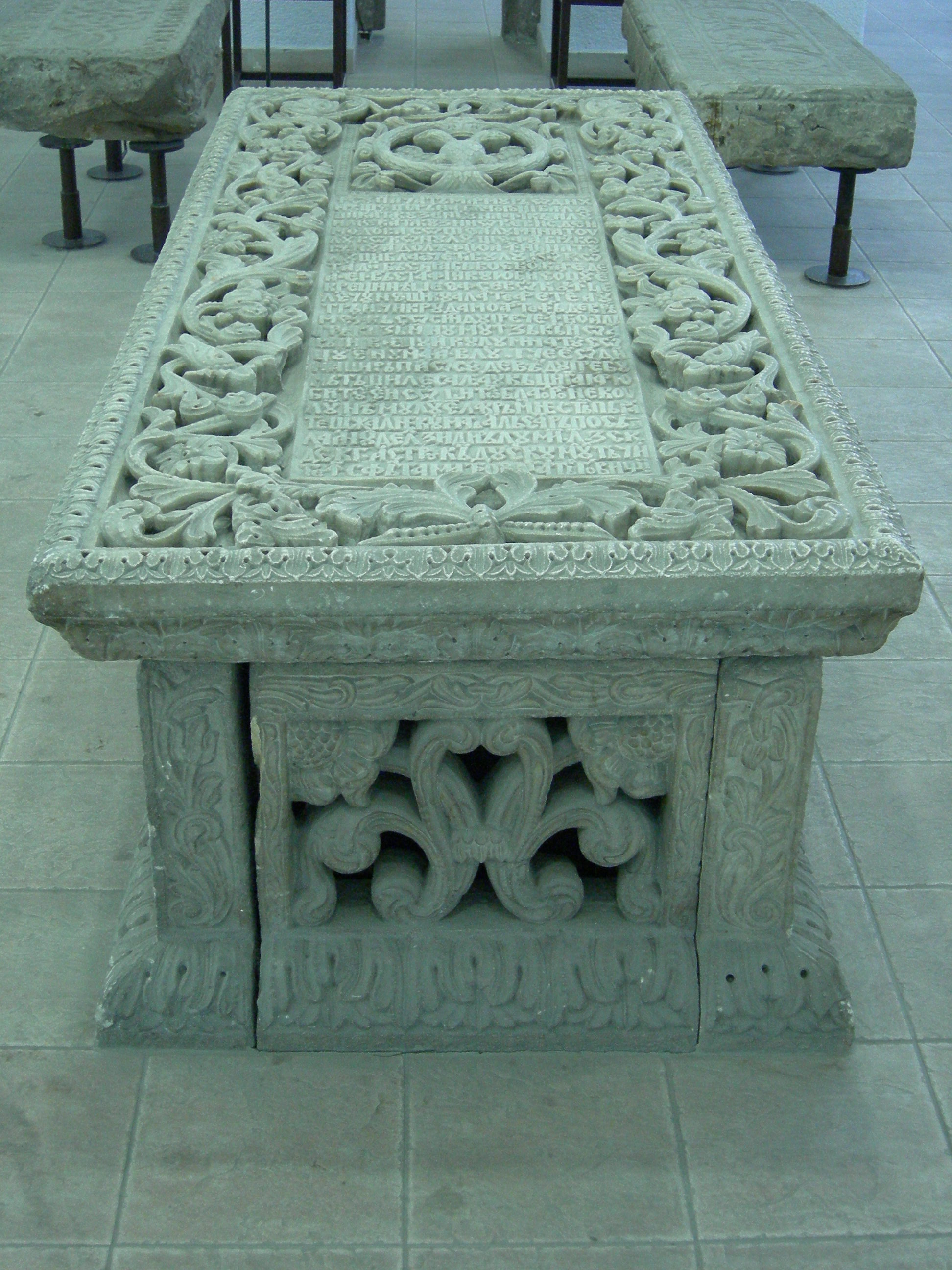
Constantin Brâncoveanu idejéből való szarkofág

A szobrászat még csak a díszítésekben van jelen a fentebb említett típusú kőfaragások alakjában, beleértve templomokon belüli szarkofágokon és temetőkben található sírköveken. A fafaragások is hasonló stílusú motívumokból állnak ikonosztázokon és templomi bútorzaton.
Az öltözékeket díszítő hímzéseken és brassói ötvösök készítette tárgyakon is megjelennek a Brâncoveanu-stílusra jellemző növény- és állatmotívumok.

## A Brâncoveanu-stílus utókora
A 19. század vége felé Romániában a modern építészetet a francia ihletésű klasszicista eklektika uralta. Román építészek egy csoportja Ion Mincuval az élükön egy ún. új román stílust dolgoztak ki, amely sokat átvett a Brâncoveanu-stílusból. Akkortól kezdve, főleg a két világháború között sok vallásos épületet, lakóházat és középületet emeltek ebben a stílusban, például Bukarestben egy Kiseleff-úti vendéglőt vagy a főváros mai polgármesteri hivatalát.

### Új román stílusú épületek

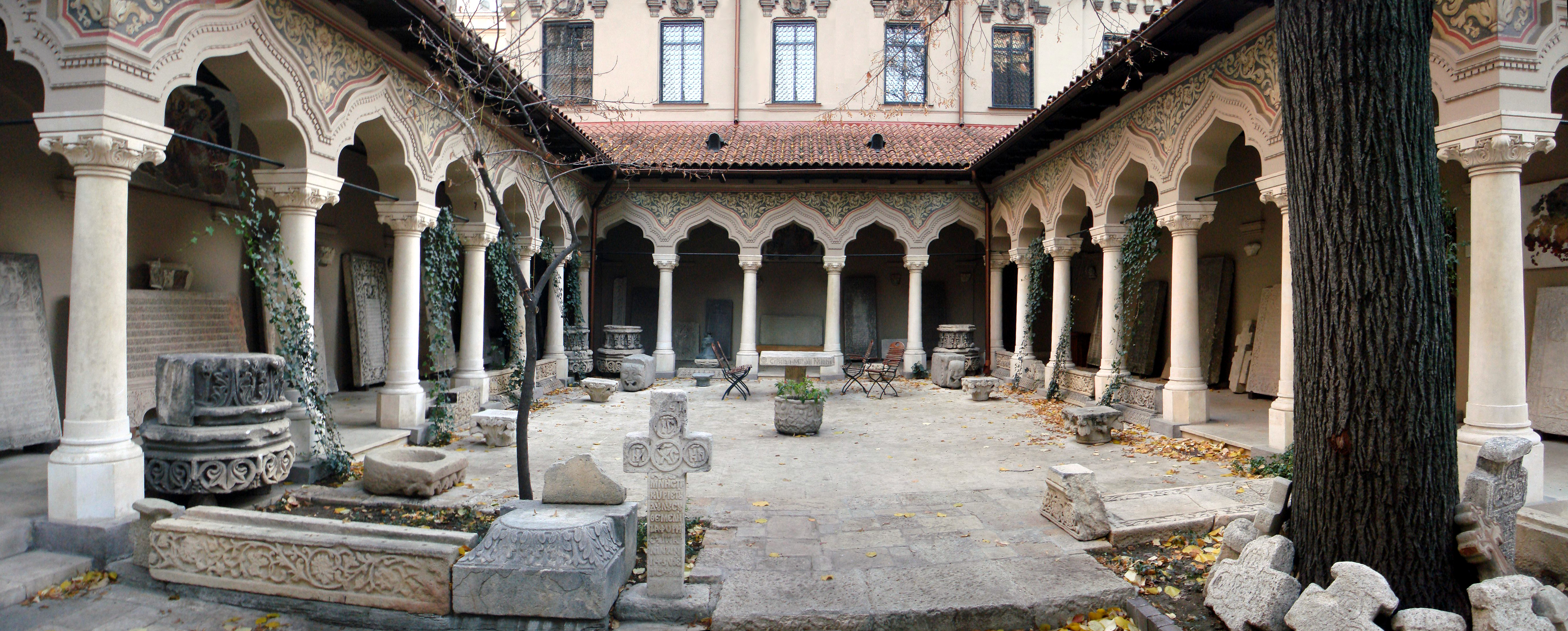
A Stavropoleos templom udvara (1904)
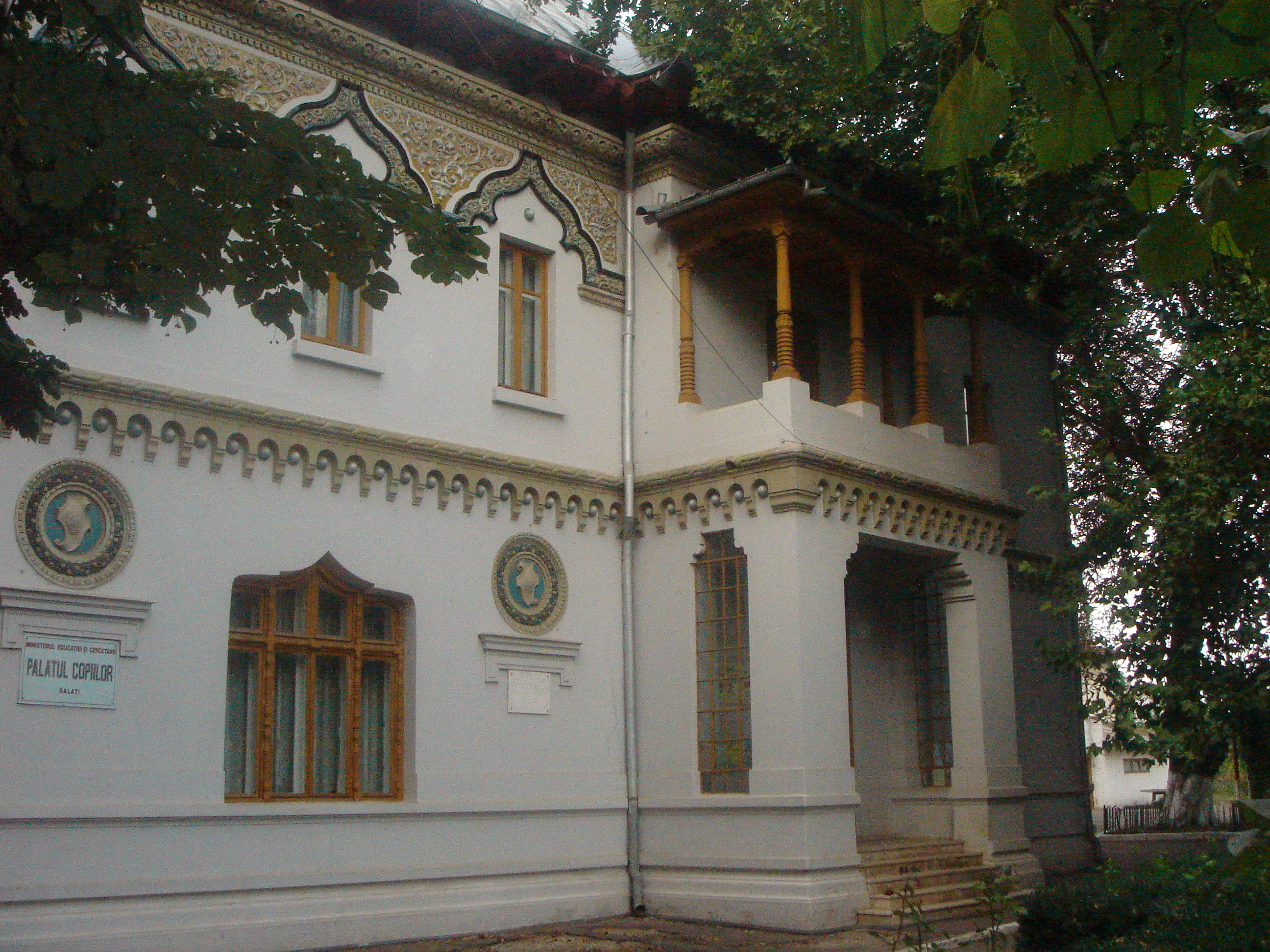
Galați villa (1897)
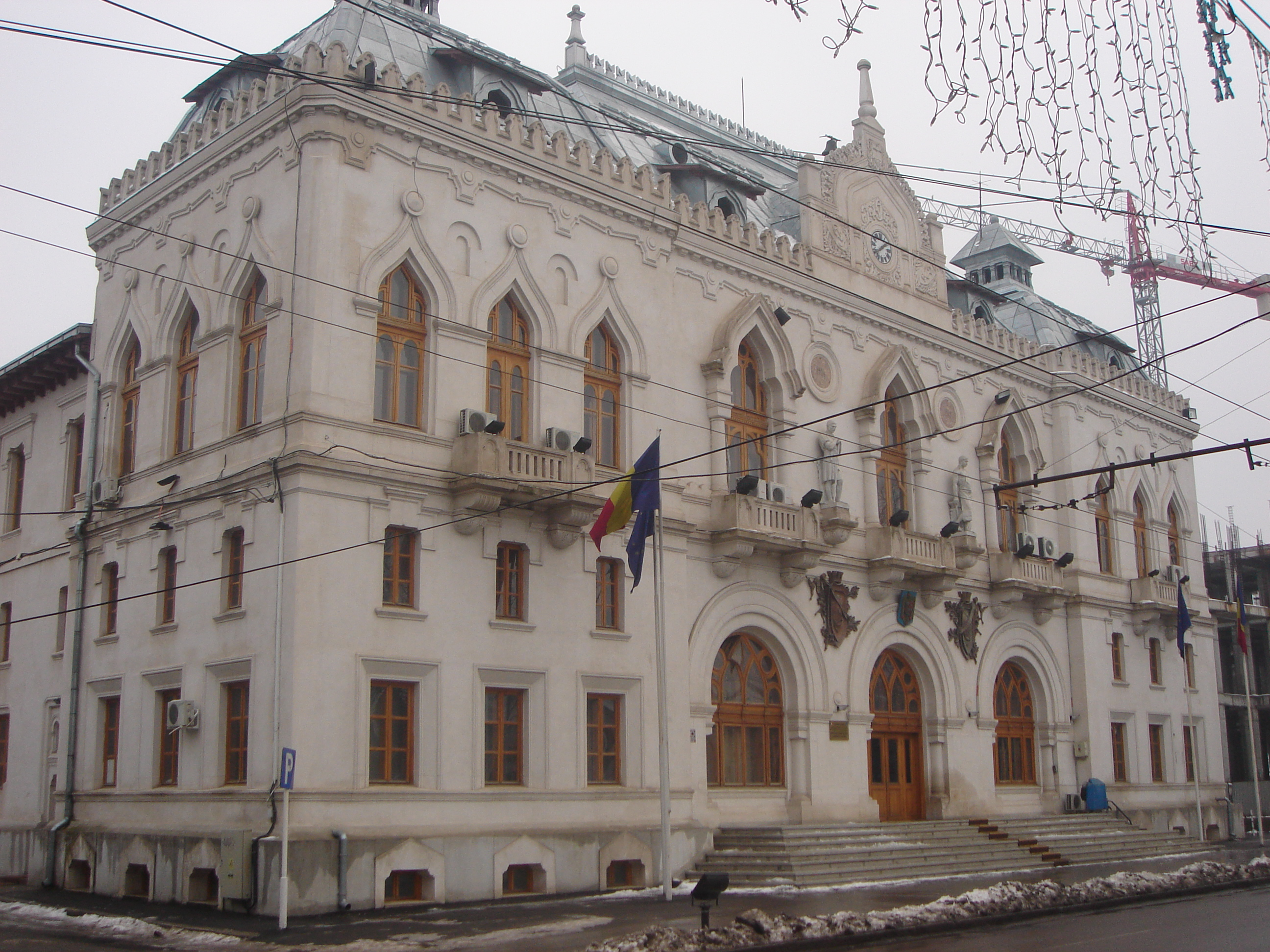
Galați megye közigazgatási palotája (1905)